# Karol Kłos
Karol Kłos est un joueur polonais de volley-ball né le 8 août 1989 à Varsovie. Il mesure 2,01 m et joue central. Il totalise 17 sélections en équipe de Pologne.

## Clubs
| Club                | De        | À         |
| ------------------- | --------- | --------- |
| AZS Pol. Warszawska | 2008-2009 | 2009-2010 |
| Skra Bełchatów      | 2010-2011 | ...       |

## Palmarès
- Ligue mondiale (1)
  - Vainqueur : 2012
- Championnat d'Europe des moins de 19 ans
  - Finaliste : 2007
- Championnat du monde des clubs
  - Finaliste : 2010
- Ligue des champions
  - Finaliste : 2012
- Championnat de Pologne (1)
  - Vainqueur : 2011
  - Finaliste : 2012
- Coupe de Pologne (2)
  - Vainqueur : 2011, 2012
- Supercoupe de Pologne (1)
  - Vainqueur : 2012